# Młodzieszyn (gemeente)
De gemeente Młodzieszyn is een landgemeente in het Poolse woiwodschap Mazovië, in powiat Sochaczewski.
De zetel van de gemeente is in od 1975 r. Młodzieszyn.
Op 30 juni 2004 telde de gemeente 5532 inwoners.

## Oppervlakte gegevens
In 2002 bedroeg de totale oppervlakte van gemeente Młodzieszyn 117,07 km², waarvan:
- agrarisch gebied: 67%
- bossen: 25%

De gemeente beslaat 16,01% van de totale oppervlakte van de powiat.

## Demografie
Stand op 30 juni 2004:
| Omschrijving                   | Totaal | Totaal | Vrouwen | Vrouwen | Mannen | Mannen |
| ------------------------------ | ------ | ------ | ------- | ------- | ------ | ------ |
| eenheid                        | aantal | %      | aantal  | %       | aantal | %      |
| inwoners                       | 5532   | 100    | 2804    | 50,7    | 2728   | 49,3   |
| bevolkingsdichtheid (inw./km²) | 47,3   | 47,3   | 24      | 24      | 23,3   | 23,3   |

In 2002 bedroeg het gemiddelde inkomen per inwoner 1305,04 zł.

## Plaatsen
- Adamowa Góra
- Bieliny
- Bibiampol
- Helenka
- Helenów
- Januszew
- Juliopol
- Justynów
- Janów
- Kamion
- Leontynów
- Marysin
- Młodzieszyn
- Młodzieszynek
- Mistrzewice
- Nowa Wieś
- Radziwiłka
- Rokicina
- Ruszki
- Stare Budy
- Witkowice

## Aangrenzende gemeenten
Brochów, Iłów, Rybno, Sochaczew, Sochaczew, Wyszogród